# Seznam písní Roba Grigorova
Toto je seznam písňové tvorby zpěváka a hudebníka Roba Grigorova

## Seznam
poz. -píseň - duet s - (autor hudby písně / autor textu písně)
(h:/t:) - doposud nezjištěný autor hudby nebo textu
- - autorské písně pro jiné interprety
- (na doplnění)

## A
- Aká vlastne si - (Robo Grigorov / Ľuboš Zeman) - album: Nohy (1988), Chodci sveta (1997), Complete Of (2008)
- Aspoň viem, že ešte žijem - (Peci Uherčík / Ľuboš Zeman) - album: Nohy (1988)
- & Make it easier for me - (Robo Grigorov / Robo Grigorov) - album: I stand by ´U´ (1991)

## B
- Baby - (Robo Grigorov / Kamil Peteraj) - album: Chýbaš mi... (1992)
- Balada - (Robo Grigorov / Robo Grigorov) - album: Balady (2006)
- Bol raz jeden žiak - (Robo Grigorov / Kamil Peteraj) - album: Robo Grigorov - Midi (1987), 14 naj... Unplugged (1994), Chodci sveta (1997, Gold (2006)), Live (2007), Complete Of (2008)
- Bol taký chalan - (Robo Grigorov / Ľuboš Zeman) - album: Robo Grigorov - Midi (1987)
- Bonita Seňorita - (h: /t: ) - album: Láska, pivo, anjel, smútok (2001)
- Bonita Seňorita II - (Shaba Robo Grigorov / Shaba Robo Grigorov) - album: Vdýchni reggae (1995)
- Bosý a sám - (Robo Grigorov / Kamil Peteraj) - album: Noconi (1990), 14 naj... Unplugged (1994), Láska, pivo, anjel, smútok (2001), Gold (2006), Live (2007), Complete Of (2008)

## C
- Carmen - (h: /t: ) - album: Noconi (1990)
- Cesty slepých vtákov - (Robo Grigorov / Juraj Žák) - album: Sám (1999)

## Č
- Čierna vdova - (Robo Grigorov / Juraj Žák) - album: Sám (1999)
- Čierny kôň - (h: /t: ) - album: Chcem ťa nájsť/Čierny kôň (1987)
- Čiki čaka beng - (Shaba Robo Grigorov / Ďuro Žák) - album: Vdýchni reggae (1995)
- Čierne tulipány - (Robo Grigorov / Robo Grigorov) - album: Balady (2006), Complete Of (2008)
- Čo s blondínou - (Robo Grigorov / Daniel Mikletič) - album: Balady (2006)

## D
- Daruj mi jednu noc - (Robo Grigorov / Daniel Mikletič) - album: Noconi (1990), Láska, pivo, anjel, smútok (2001), Balady (2006) - (Robo Grigorov / Daniel Mikletič)
- Daruj mi 1 noc - (Robo Grigorov / Daniel Mikletič) - album: Sám (1999)
- Dávam ti viac - (Robo Grigorov / Vlado Krausz) - album: Balady (2006)
- Domáce úlohy - (Robo Grigorov / Kamil Peteraj) - album: Live (2007)
- Don Monti died - (Robo Grigorov / Robo Grigorov) - album: I stand by ´U´ (1991)
- Dva roky prázdnin - (Robo Grigorov / Kamil Peteraj) - album: Robo Grigorov - Midi (1987), Balady (2006), Complete Of (2008)
- Dvaja - (Vašo Patejdl / Boris Filan) - album: Chodci sveta (1997), Balady (2006), Live (2007), Complete Of (2008)
- Dve zrnká piesku - (Robo Grigorov / Daniel Mikletič) - album: Balady (2006)
- Dýchanie z úst do úst - (Robo Grigorov / Ľuboš Zeman) - album: Robo Grigorov - Midi (1987), Complete Of (2008)

## E
- Edo - (Robo Grigorov / Kamil Peteraj) - album: Robo Grigorov - Midi (1987), 14 naj... Unplugged (1994), Chodci sveta (1997), Gold (2006), Live (2007), Complete Of (2008)
- Edo story po piatich rokoch - (h: /t: ) - album: Noconi (1990)
- Ellia - (Robo Grigorov / Robo Grigorov) - album: I stand by ´U´ (1991)
- Espresso Orient - (Robo Grigorov / Kamil Peteraj) - album: Nohy (1988), Chodci sveta (1997), Gold (2006), Live (2007), Complete Of (2008)

## F
- Fuyara beat - (Robo Grigorov / Robo Grigorov) - album: I kidnaped a plane - Я похитил самолёт (1991)

## H
- Halleluja - (Robo Grigorov / Robo Grigorov) - album: I kidnaped a plane - Я похитил самолёт (1991)
- HalleluJah - (Shaba Robo Grigorov / Ďuro Žák) - album: Vdýchni reggae (1995)
- HalleluJah - To You I Pray - Ibrahim Maiga a Shaba - (Shaba Robo Grigorov / Shaba Robo Grigorov, Ibrahim Maiga) - album: Vdýchni reggae (1995)
- Happy Birthday - spev: Shaba Robo Grigorov, Barbara Haščáková, Peter Nagy, Janko Lehotský, Braňo Bajza, Richard Müller, Paľo Drapák, Boris Lettrich, Erik Aresta, Pavol Hammel, Rado "Vrabec" Orth, Katarína Korčeková, Paľo Habera, Jožo Ráž, Jano Baláž, Vašo Patejdl, Ibrahim Maiga, Peter Lipa, Berco Balogh, Roman Galvánek, Jano Kuric, Peter (Ďuďo) Dudák - (Shaba Robo Grigorov / Ďuro Žák) - album: Vdýchni reggae (1995)
- Happy Birthday - (h: /t: ) - album: Láska, pivo, anjel, smútok (2001) (anglická verzia)
- Hej, neznámy - (h: /t: ) - album: Noconi (1990)
- Hospodin - (Robo Grigorov / Kamil Peteraj) - album: Chýbaš mi... (1992)
- Hrana v hlave - (Robo Grigorov / Juraj Žák) - album: Sám (1999)
- Hra na iných - (Robo Grigorov / Kamil Peteraj) - album: Nohy (1988)

## Ch
- Chcem ťa nájsť - (h: /t: ) - album: Chcem ťa nájsť / Čierny kôň (1987)
- Chodci sveta - (Robo Grigorov / Kamil Peteraj) - album: Nohy (1988), Chodci sveta (1997), Complete Of (2008)
- Cherubín - (Robo Grigorov / Robo Grigorov) - album: Balady (2006)
- Chýbaš mi... - (Robo Grigorov / Kamil Peteraj) - album: Chýbaš mi... (1992), Láska, pivo, anjel, smútok (200+)

## I
- I kidnaped a plane - Я похитил самолёт - (Robo Grigorov / Robo Grigorov) - album: I kidnaped a plane - Я похитил самолёт (1991)
- I’ll never be the one you dream of - (Robo Grigorov / Robo Grigorov) - album: I stand by ´U´ (1991)
- I’m comin’ home - (Robo Grigorov / Robo Grigorov) - album: I stand by ´U´ (1991)
- I stand by ’U’ - (Robo Grigorov / Robo Grigorov) - album: I stand by ´U´ (1991)

## J
- Ja viem - (Václav Patejdl / Pavol Jursa) - album: Complete Of (2008) - coververzia piesne od skupiny Elán[1]
- Je suis Belge - (Robo Grigorov / Robo Grigorov) - album: I kidnaped a plane - Я похитил самолёт (1991)
- Johny - (Robo Grigorov / Peter Uličný) - album: Chýbaš mi... (1992)

## K
- Klamať som si nezvykol - (Robo Grigorov / Kamil Peteraj) - album: Nohy (1988), Chodci sveta (1997), Gold (2006)
- Knocking on Heaven's Door - (Bob Dylan / Bob Dylan) - album: Live (2007)
- Koncert našej lásky - Marika Gombitová a Robo Grigorov - (Marika Gombitová / Kamil Peteraj) - pieseň z filmu Obyčajný deň (1985)[2]
- Kráľovná troch minút - (h: /t: ) - album: Noconi (1990)
- Kríž sa - (h: /t: ) - album: Z extrému do ekstrému (1993)
- Kým nevieš čo nesmieš - Robo Grigorov a Pavol Habera[3] a Pavol Drapák a Peter Nagy - (Robo Grigorov / Robo Grigorov) - album: Z extrému do ekstrému (1993)
- Kým ťa mám - (Roman Guryča / Peter Uličný) - album: Chýbaš mi... (1992), Láska, pivo, anjel, smútok (2001), Gold (2006), Balady (2006), Complete Of (2008)
- Kúp ma - (h: /t: ) - album: Z extrému do ekstrému (1993)

## L
- Láska, pivo, anjel a smútok - (Robo Grigorov / Kamil Peteraj) - album: Chýbaš mi... (1992), Láska, pivo, anjel, smútok (2001), Complete Of (2008)
- Láska, viera, nádej - (h: /t: ) - album: Z extrému do ekstrému (1993), 14 naj... Unplugged (1994) na albume ako LVN, Láska, pivo, anjel, smútok (2001)
- Legalizuj - (Shaba Robo Grigorov / Ďuro Žák) - album: Vdýchni reggae (1995)
- Len prvá noc bola fajn - (h: /t: ) - album: Z extrému do ekstrému (1993)
- Lenty - (Robo Grigorov / Juraj Žák) - album: Sám (1999)
- Linda - (Robo Grigorov / Robo Grigorov) - album: I stand by ´U´ (1991)
- Listen to Me - (Robo Grigorov / Robo Grigorov) - album: I kidnaped a plane - Я похитил самолёт (1991)
- Love in the desert sand - (Robo Grigorov / Robo Grigorov) - album: I stand by ´U´ (1991)

## M
- Majakovskému - (Robo Grigorov / Kamil Peteraj) - album: Nohy (1988)
- Malý Gavroch - (Shaba Robo Grigorov / Ďuro Žák) - album: Vdýchni reggae (1995)
- Malé zbohom - (Robo Grigorov / Robo Grigorov) - album: Balady (2006)
- Mama Africa - Robo Grigorov a Ibrahim Maiga - (Robo Grigorov / Robo Grigorov) - album: I kidnaped a plane - Я похитил самолёт (1991)
- Mám tristo mesiacov /Mám 300 mesiacov/ - (Robo Grigorov / Ľuboš Zeman) - album: Robo Grigorov - Midi (1987), 14 naj... Unplugged (1994), Chodci sveta (1997), Gold (2006), Balady (2006), Live (2007), Complete Of (2008)
- Mamička ulica - (Robo Grigorov / Juraj Žák) - album: Sám (1999)
- Mesto Betlehem - (h: /t: ) - album: Complete Of (2008)
- Miss padlých anjelov - (Robo Grigorov / Ľuboš Zeman) - album: Sám (1999), Láska, pivo, anjel, smútok (2001), Balady (2006), Complete Of (2008)
- Modlitba lásky - (Robo Grigorov / Kamil Peteraj) - album: Chýbaš mi... (1992), 14 naj... Unplugged (1994), Láska, pivo, anjel, smútok (2001), Balady (2006), Complete Of (2008)
  - Mohla by si - Matej Koreň - (Robo Grigorov / Matej Koreň) [4][5]
- Monika - (Robo Grigorov / Ľuboš Zeman) - album: Robo Grigorov - Midi (1987), Chodci sveta (1997), Gold (2006) [6] [7]

## N
- Najkrajšia zo škaredých - (h: /t: ) - album: Z extrému do ekstrému (1993), Láska, pivo, anjel, smútok (2001)
- Na kolenách dotýkať sa hviezd - (h: /t: ) - album: Complete Of (2008)
- Na marš - (Shaba Robo Grigorov / Ďuro Žák) - album: Vdýchni reggae (1995), Láska, pivo, anjel, smútok (2001)
- Najrýchlejší z rýchlych - (h: /t: ) - Fontána pre Zuzanu
- Na vysokej skale - Kristina a Robo Grigorov - (Martin Kavulič a Robo Grigorov / Kamil Peteraj) [8] - 2015
- Nedovoľ mi - (h: /t: ) - album: Láska, pivo, anjel, smútok (2001)
- Nechajte chalanov - (Laco Kožušník / Kamil Peteraj) - album: 'Chýbaš mi... 1992)
- Neviem či viem - (Robo Grigorov / Daniel Mikletič) - album: Balady (2006), Complete Of (2008)
- Neznámy vojačik - (Robo Grigorov / Kamil Peteraj) - album: Nohy (1988)
- Niekedy nestačí... - (h: /t: ) - album: Complete Of (2008)
- Night in the Opera - (Robo Grigorov / Robo Grigorov) - album: I kidnaped a plane - Я похитил самолёт (1991)
- Nohy - (Robo Grigorov / Kamil Peteraj) - album: Nohy (1988), 14 naj... Unplugged (1994)
- Nous sommes le coeur - (Robo Grigorov / Robo Grigorov) - album: I stand by ´U´ (1991)
- No Woman No Cry - (Vincent Ford / Vincent Ford) - album: Vdýchni reggae (1995), Live (2007)

## O
- Obyčajné nohy - (h: /t: ) - album: Complete Of (2008)
- Odpusť básnikom /Pocta Majakovskému/ - (Robo Grigorov / Kamil Peteraj)
- Ona je Madona - (Robo Grigorov / Kamil Peteraj) - album: Chýbaš mi... (1992), 14 naj... Unplugged (1994), Láska, pivo, anjel, smútok (2001), Gold (2006), Complete Of (2008) [9]

## P
- Pesnička stredného doletu - (Robo Grigorov / Ľuboš Zeman) - album: Nohy (1988)
- Pocta Majakovskému - (Robo Grigorov / Kamil Peteraj) - album: 14 naj... Unplugged (1994), Chodci sveta (1997), Gold (2006), Balady (2006), Complete Of (2008) [10]
- Polícia lásky - (h: /t: ) - album: Noconi (1990)
- Porazený - (h: /t: ) - album: Noconi (1990)
- Posledný valčík pre Európu /Valčík pre Európu/ - (Robo Grigorov / Kamil Peteraj) - album: Chodci sveta (1997), Gold (2006), Complete Of (2008)
- Potkan kráľ - (Robo Grigorov / Juraj Žák) - album: Sám (1999)
- Povedzme - (Robo Grigorov / Vlado Krausz) - album: Balady (2006), Complete Of (2008)
- Po víne - (Robo Grigorov / Kamil Peteraj) - album: 14 naj... Unplugged (1994), Chodci sveta (1997), Gold (2006), Balady (2006), Live (2007), Complete Of (2008)
- Prachy - (h: /t: ) - album: Noconi (1990)
- Pre koho si stvorená - (h: /t: ) - album: Noconi (1990)
- Prepáč - (h: /t: ) - album: Láska, pivo, anjel, smútok (2001)
- Pressburg House Extremix - (Robo Grigorov / Robo Grigorov) - album: I kidnaped a plane - Я похитил самолёт (1991)
- Pre teba som zomrel - (h: /t: ) - album: Noconi (1990)
- Primrznutá - (h: /t: ) - album: Úlohy/Primrznutá (1985)

## Q
- Queen of the dark - (Robo Grigorov / Robo Grigorov) - album: I stand by ´U´ (1991)

## R
- Real life - (Shaba Robo Grigorov / Shaba Robo Grigorov) - album: Vdýchni reggae (1995)
- Reggae na chvíľu - (Shaba Robo Grigorov / Ďuro Žák) - album: Vdýchni reggae (1995)
- Reparát zo života - (Robo Grigorov / Peter Uličný) - album: Chýbaš mi... (1992)
- Rock 'n' roll je náš - (h: /t: ) - album: Z extrému do ekstrému (1993)
- Róza - (Robo Grigorov / Ľuboš Zeman) - album: Sám (1999)
- Ružové brílky - (Robo Grigorov / Juraj Žák) - album: Sám (1999)

## S
- Sám - (Robo Grigorov / Juraj Žák) - album: Sám (1999)
- Securitate beat - (Robo Grigorov / Robo Grigorov) - album: I kidnaped a plane - Я похитил самолёт (1991)
- Sestra nádej - (h: /t: ) - album: Z extrému do ekstrému (1993)
- Sexy Kathy - (Robo Grigorov / Robo Grigorov) - album: I stand by ´U´ (1991)
- She’s a tigeres - (Robo Grigorov / Robo Grigorov) - album: I stand by ´U´ (1991)
- Si ty - je to on - (Shaba Robo Grigorov / Ďuro Žák) - album: Vdýchni reggae (1995)
- Skaman - Polemic & Midi, Shaba Robo Grigorov - (Shaba Robo Grigorov / Shaba Robo Grigorov) - album: Vdýchni reggae (1995)
- Skúsme to bez šiat - (h: /t: ) - album: Z extrému do ekstrému (1993)
- Som stále rovnaký - (Robo Grigorov / Ľuboš Zeman) - album: Robo Grigorov - Midi (1987), Chodci sveta (1997), Complete Of (2008)
- Spoveď chuligána - (Robo Grigorov / Kamil Peteraj) - album: Chodci sveta (1997), Balady (2006), Complete Of (2008)
- Stále chodím s ňou - (Shaba Robo Grigorov / Ďuro Žák) - album: Vdýchni reggae (1995)
- Starý pán na konci jesene - (h: /t: ) - album: Noconi (1990)
- Svieť - (Robo Grigorov / Juraj Žák) - album: Sám (1999)

## T
- Tajomstvo starej izby - (Fero Griglák / Kamil Peteraj) - album: Robo Grigorov - Midi (1987), Chodci sveta (1997), Complete Of (2008)
- Taxi ešte jednu zapáľ /Taksi ešte jednu zapáľ/,  /Tak si ešte 1 zapáľ/ - (Robo Grigorov / Ľuboš Zeman) - album: Z extrému do ekstrému (1993), 14 naj... Unplugged (1994), Láska, pivo, anjel, smútok (2001), Live (2007), Complete Of (2008)
- The old age - (Robo Grigorov / Robo Grigorov) - album: I kidnaped a plane - Я похитил самолёт (1991)
- Titul Kain - (Robo Grigorov / Juraj Žák) - album: Sám (1999)
- To stálo len málo - (h: /t: ) - album: Z extrému do ekstrému (1993)
- Ty ma bavíš - (Robo Grigorov / Vlado Krausz, Robo Grigorov) - album: Balady (2006)

## U
- Uličník bozk - Marika Gombitová a Robo Grigorov - (Marika Gombitová / Kamil Peteraj) - pieseň z filmu Obyčajný deň (1985)[11]
- Úlohy - (h: /t: ) - album: Úlohy/Primrznutá (1985), Chodci sveta (1997), Gold (2006)
- Urob mi kávu a len tak odíď - (Robo Grigorov / Juraj Žák) - album: Sám (1999)

## V
- Valčík pre Európu - (Robo Grigorov / Kamil Peteraj) - album: Robo Grigorov - Midi (1987)
- Veľký smútok malých miest - (h: /t: ) album: Vašo Patejdl/Veľký smútok malých miest - Robo Grigorov a skupina Midi (1985)
- V hlave ťa... - (Robo Grigorov / Robo Grigorov) - album: Balady (2006)
- Vdýchni reggae - (Shaba Robo Grigorov / Ďuro Žák) - album: Vdýchni reggae (1995)
- Vlčiaci - (Robo Grigorov / Ľuboš Zeman) - album: Nohy (1988), Chodci sveta (1997)
  - Vráť mi tie hviezdy - Beáta Dubasová - (Robo Grigorov / Juraj Žák)
  - Vráť mi tie hviezdy '08 - Kristina - (Robo Grigorov / Juraj Žák) - pôvodnú pieseň naspievala Beáta Dubasová v roku 1993 [12]
- Všetci sa zídeme v jednej posteli - (Robo Grigorov / Kamil Peteraj) - album: Chýbaš mi... (1992), 14 naj... Unplugged (1994), Láska, pivo, anjel, smútok (2001), Gold (2006), Live (2007), Complete Of (2008)
- Vzťahy - (Robo Grigorov / Daniel Mikletič) - album: Chýbaš mi... (1992)

## W
- Who's a Rastaman - (Shaba Robo Grigorov / Shaba Robo Grigorov) - album: Vdýchni reggae (1995)

## Z
- Začnite žiť - (Robo Grigorov / Ľuboš Zeman) - album: Nohy (1988), Balady (2006), Complete Of (2008)
- Zbohom zásadám - (Robo Grigorov / Juraj Žák) - album: Z extrému do ekstrému (1993), 14 naj... Unplugged (1994), Láska, pivo, anjel, smútok (2001), Live (2007), Complete Of (2008)
- Z extrému do ekstrému - (Robo Grigorov / Juraj Žák) - album: Z extrému do ekstrému (1993) - epilóg na albume, Láska, pivo, anjel, smútok (2001)
- Zločin a trest - (Robo Grigorov / Daniel Mikletič) - album: Balady (2006)
- Zmierenie - (Roman Guryča / Fero Griglák) - album: Chýbaš mi... (1992)
- Zrúcanina - (Robo Grigorov / Ľuboš Zeman) - album: Robo Grigorov - Midi (1987), Balady (2006), Complete Of (2008)

## Ž
- Žuvačka za uchom - (Robo Grigorov / Ľuboš Zeman) - album: 14 naj... Unplugged (1994), Chodci sveta (1997), Gold (2006), Live (2007), Complete Of (2008)